# 前463年
| 千纪： | 前1千纪 |
| 世纪： | 前6世纪 \| 前5世纪 \| 前4世纪 |
| 年代： | 前490年代 \| 前480年代 \| 前470年代 \| 前460年代 \| 前450年代 \| 前440年代 \| 前430年代                                                                                           |
| 年份： | 前468年 \| 前467年 \| 前466年 \| 前465年 \| 前464年 \| 前463年 \| 前462年 \| 前461年 \| 前460年 \| 前459年 \| 前458年                                                             |
| 纪年： | 周貞定王六年 魯悼公五年 齊平公十八年 晉出公十二年 趙襄子十三年 秦厉共公十四年 楚惠王二十六年 宋昭公六年 衛敬公二年 蔡声侯九年 郑声公三十八年 燕孝公三十年 越王鹿郢元年 杞哀公八年 |

## 大事記
- 羅馬元老院任命蓋烏斯·埃米利烏斯·馬梅爾庫斯（英语：Gaius Aemilius Mamercus）為獨裁官。
- 經過兩年的圍攻，薩索斯島落入了客蒙統治下的雅典人手中，後者迫使薩索斯人摧毀他們的城牆、交出船隻、支付賠償金，並每年向雅典捐款。